# Torsby flygplats
Torsby flygplats (IATA: TYF, ICAO: ESST) är en regional flygplats i norra Värmland och belägen cirka 1,5 kilometer norr om Torsby tätort. Flygplatsen är en så kallad AFIS-flygplats, vilket innebär att den inte förser flygplan med flygledning, utan enbart flyginformation.

## Historia
Flygplatsen anlades på 1950-talet av Torsby Flygklubb och hade då endast gräsbana, på 1960-talet försågs banan först med belysning och senare asfalterades även rullbanan. År 2004-2005 genomgick flygplatsen en omfattande renovering och ombyggnad med bland annat helt rekonstruerad rullbana samt ny platta och nya terminalbyggnader på den västra sidan om rullbanan.
Flyglinjen mellan Torsby-Hagfors-Arlanda startade 1993. Torsby kommun och Hagfors kommun upphandlade från Wermlandsflyg som fick nytt förtroende 1997.
Flyglinjen upphandlades första gången av Rikstrafiken 2002. Nextjet fick trafiken till Arlanda i upphandlingen av Rikstrafiken 2005. Trafikstart var i oktober 2005 och avtalet gällde till 2008. Nextjet fick fortsätta trafiken i upphandling 2008 till 2011.
År 2008 innebar en ökning i antal passagerare, vilket blev 3377 stycken mot 2457 år 2007, samt 6072 för flyglinjen Torsby-Hagfors-Arlanda. Det största antalet passagerare per år sedan 1996 var 1999 med 3393 stycken, men 2008 hade man nästan lika många.
Kommunen hade länge planer på en utvidgning av flygplatsen. Flygplatsstyrelsen beslutade att en förprojektering av tredje etappen skulle inledas under 2009. Arbetet omfattade en planerad förlängning av rullbanan från 1591 meter till 1680 meter samt ytterligare inflygningsinstrument. Syftet var att kunna ta emot större flygplan och förbättra landningsmöjligheterna vid dåligt väder. Satsningarna kom inte att genomföras.

## Flygtrafik
Trafiken är upphandlad av Trafikverket som vid den senaste upphandlingen (2023) gav uppdraget till flygbolaget Jonair. Plantypen som används är en British Aerospace Beechcraft B200 med plats för 12 passagerare. Samtliga plan går till Arlanda och mellanlandar i Hagfors. Avståndet till Hagfors flygplats är 36 km med flyg och 54 km med bil. Avståndet till Arlanda är 283 km med flyg. Flygavståndet 36 km mellan Torsby–Hagfors är näst kortast mellan två reguljära flygplatser i Sverige, efter Arlanda–Bromma (33 km). Flera andra flygplatspar har dock kortare vägavstånd, såsom Linköping–Norrköping (43 km) och Halmstad–Ängelholm.
Destinationer & flygbolag
| Flygbolag | Destinationer                 |
| --------- | ----------------------------- |
| Jonair    | Stockholm-Arlanda via Hagfors |

## Marktransport
Flygtransfer beställs hos Värmlandstrafik. Taxi och flygtaxi finns.

## Övrigt
Flygföretaget Wermlandsflyg har sitt säte på Torsby Flygplats.
Torsby flygklubb finns även etablerad på flygplatsen. Flygklubben lade grunden till det som idag är Torsby flygplats och firade sitt 50-årsjubileum år 2008. På flygklubben kan man ta segelflygcertifikat.
PS Aviation bedrev tidigare verksamhet på flygplatsen. Bolaget som startade sin taxiflygverksamhet 2005 ägs av den norske rallystjärnan Petter Solberg och Värmlandsflygs förre ägare John-Åke Andersson[källa behövs].